# Pteris dentata
Pteris dentata là một loài thực vật có mạch trong họ Pteridaceae. Loài này được Forssk. miêu tả khoa học đầu tiên năm 1775.

## Hình ảnh

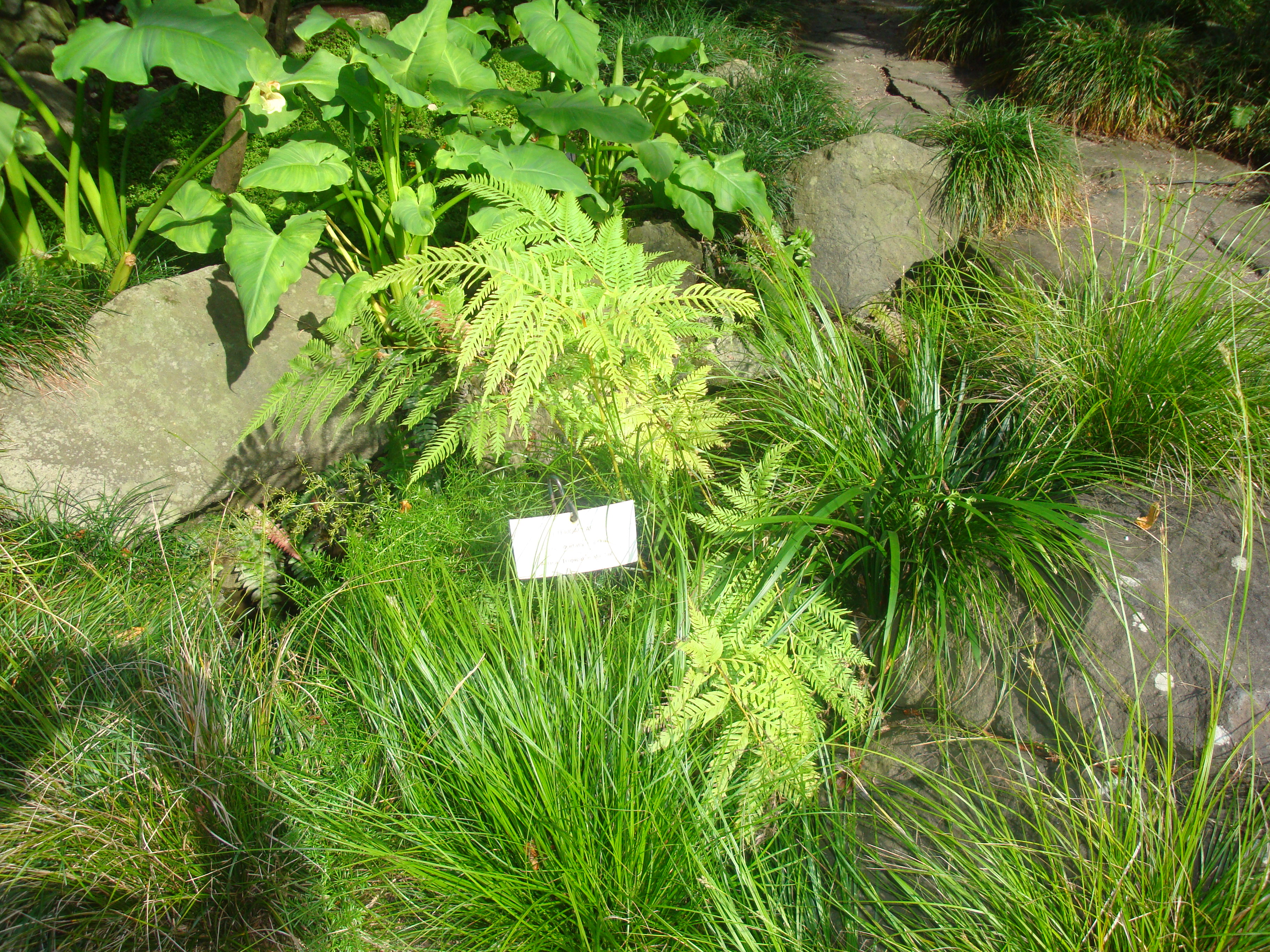